# Lithomyrtus retusa
Lithomyrtus retusa é um membro da família Myrtaceae endêmica da Austrália Ocidental.
A pequena árvore ou arbusto normalmente cresce até uma altura de 1 to 5 m (3 to 16 ft). Floresce entre janeiro e dezembro produzindo flores branco-rosadas.
É encontrado em ravinas, escarpas e margens de córregos na região de Kimberley, na Austrália Ocidental, onde cresce em solos esqueléticos sobre arenito.